# جبل أوليمبوس مونز
أوليمبوس مونز، هو بركان درعي ضخم على كوكب المريخ. يبلغ ارتفاعه أكثر من 21.9 كم (13.6 ميل؛ 72,000 قدم) وفقًا لقياسات جهاز مقياس الارتفاع بالليزر المداري للمريخ، وهو أعلى بحوالي 2.5 مرة من ارتفاع جبل إيفرست فوق سطح البحر، وأعلى بركان على المريخ وأعلى جبل كوكبي معروف، ويتساوى تقريبًا مع جبل رياسيلفيا على كويكب فيستا كأعلى جبل تم اكتشافه حاليًا في النظام الشمسي. يرتبط أوليمبوس مونز بمنطقة بركانية تعرف باسم ثارسي مونتس. يذكر أن آخر انفجار له كان منذ 25 مليون سنة.
يعد أوليمبوس مونز أحدث البراكين الكبيرة على المريخ، حيث تشكل خلال الفترة الهاسبيرية للمريخ مع استمرار الانفجارات حتى العصر الأمازوني، وقد كان معروفًا للفلكيين منذ أواخر القرن التاسع عشر كبقعة مضيئة بإسم "نيكس أوليمبيكا" (التي تعني "ثلج أوليمبوس" باللاتينية)، وكان يُشتبه في طبيعته الجبلية قبل أن تؤكد البعثات الفضائية أنه جبل.
أطلق الاتحاد الفلكي الدولي أسماء مؤقتة على فوهتين اصطداميتين على أوليمبوس مونز: فوهة كارزوك بقطر 15.6 كم (9.7 ميل) وفوهة بانغبوشه بقطر 10.4 كم (6.5 ميل). تُعد هاتان الفوهتان من بين المواقع المحتملة التي يُعتقد أنها مصدر الشيرغوتيتات، وهي النوع الأكثر شيوعًا من نيازك المريخ.

## الوصف
أوليمبوس مونس هو بركان درعي، يشبه في شكله البراكين الضخمة التي تشكّل جزر هاواي. يمتد على مساحة عرضها حوالي 600 كيلومتر. يصعب تحديد ارتفاعه بدقة نظرًا لضخامته وتعقيد بنيته عند الأطراف. يبلغ ارتفاع أوليمبوس مونس حوالي 21 كيلومترًا فوق المستوى المرجعي العالمي لكوكب المريخ، مع ارتفاع محلي يزيد عن 21 كيلومترًا من قاعدة المنحدرات الشمالية الغربية إلى قمته، أي أكثر من ضعف ارتفاع ماونا كيا إذا قيس من قاعدته على قاع المحيط. إجمالي التغير في الارتفاع من السهول الأمازونية التي تقع على بعد أكثر من 1000 كيلومتر شمال غرب القمة إلى القمة نفسها يصل إلى حوالي 26 كيلومترًا.
تحتوي القمة على ستة كالديرات متداخلة (فوهات منهارة) تُشكّل منخفضًا غير منتظم أبعاده حوالي 60 كيلومترًا × 80 كيلومترًا وعمقه يصل إلى 3.2 كيلومتر. أما الحافة الخارجية للبركان فتتألف من منحدر شديد الانحدار يصل ارتفاعه إلى 8 كيلومترات في بعض المناطق، رغم أنه في أماكن معينة مغطى بتدفقات الحمم البركانية. ويُعتقد أن هذه الحافة قد تشكلت نتيجة لانهيارات جانبية ضخمة. يغطي البركان مساحة تقدر بحوالي 300,000 كيلومتر مربع، أي ما يعادل تقريبًا مساحة إيطاليا أو الفلبين، وتدعمه قشرة صخرية يبلغ سمكها 70 كيلومترًا. يُعتقد أن الحجم الهائل لأوليمبوس مونس يعود إلى غياب الصفائح التكتونية المتحركة على المريخ. فبدلاً من التحرك فوق نقاط ساخنة كما هو الحال على الأرض، تبقى قشرة المريخ ثابتة فوق المصدر البركاني، مما يسمح بتراكم الحمم البركانية لفترات طويلة حتى يصل البركان إلى هذا الحجم الهائل.
يتميز أوليمبوس مونس بانحدار بسيط للغاية، حيث يبلغ معدل الانحدار العام لجوانب البركان 5% فقط. يزداد انحدار الجوانب في الجزء الأوسط من المنحدرات، لكنه يصبح أكثر تسطحًا كلما اقترب من القاعدة، مما يمنح الجوانب مظهرًا مقعّرًا. تمتد الجوانب الشمالية الغربية بشكل أكبر وأقل انحدارًا مقارنة بالجوانب الجنوبية الشرقية. وغالبًا ما يوصف شكله بأنه يشبه "خيمة سيرك" مدعومة بعصا مائلة عن المركز.
بسبب الحجم الضخم والمنحدرات البسيطة، فإن المراقب على سطح المريخ لن يتمكن من رؤية البركان بالكامل حتى من مسافة بعيدة. فكل من انحناء الكوكب وضخامة البركان يحجبان رؤية شاملة. كذلك، فإن المراقب بالقرب من القمة قد لا يدرك وجوده على جبل شاهق، لأن المنحدرات تمتد إلى ما وراء الأفق الذي يبعد حوالي 3 كيلومترات فقط.
يبلغ الضغط الجوي على قمة أوليمبوس مونس حوالي 72 باسكال، وهو ما يمثل 12% فقط من متوسط الضغط الجوي على سطح المريخ البالغ 600 باسكال. وعلى الرغم من ذلك، فإن الغيوم الجبلية العالية تتشكل بشكل متكرر فوق القمة، كما أن الغبار المريخي المحمول جوًا يظل موجودًا.
يتكون أوليمبوس مونس من حوالي 44% من السيليكات، و17.5% من أكاسيد الحديد التي تمنح المريخ لونه الأحمر، و7% من الألومنيوم، و6% لكل من المغنيسيوم والكالسيوم، إضافة إلى نسبة عالية نسبيًا من ثاني أكسيد الكبريت (7%). تشير هذه المكونات إلى أن سطح البركان مكوّن في الغالب من صخور البازلت والصخر المافي الأخرى التي تكونت من تدفقات الحمم البركانية منخفضة اللزوجة، مما ساهم في تشكيل المنحدرات البسيطة.

## معرض صور

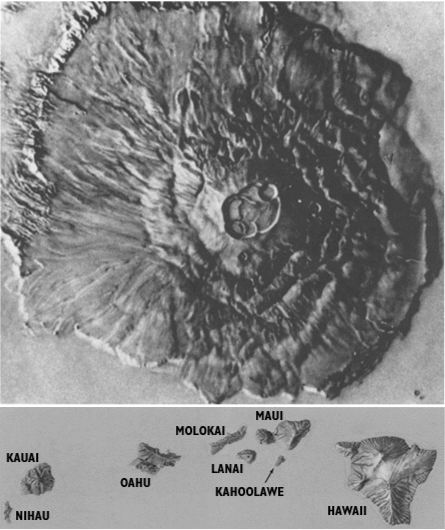
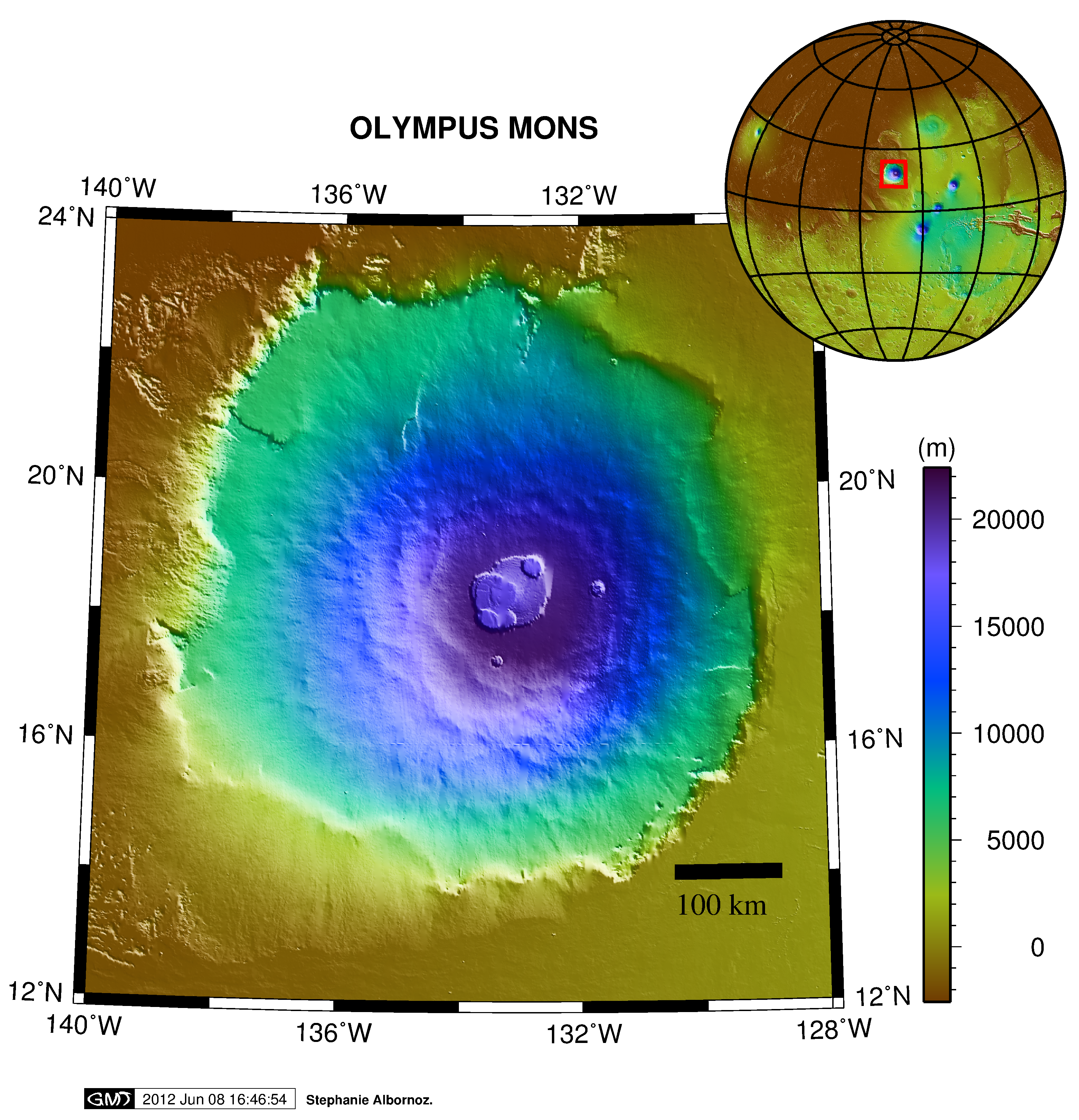
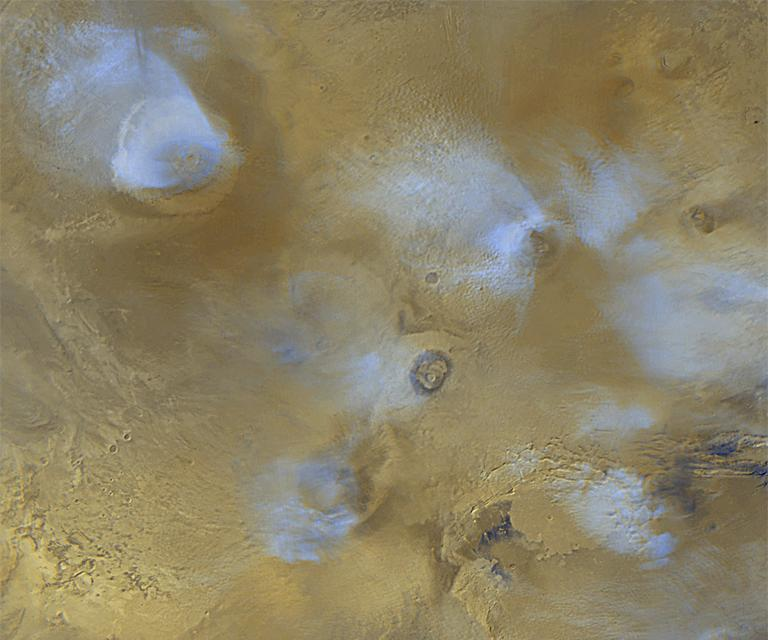